# Preseka
Preseka es un municipio de Croacia en el condado de Zagreb.

## Geografía
Se encuentra a una altitud de 155 m s. n. m. a 55,3 km de la capital nacional, Zagreb.

## Demografía
En el censo 2011, el total de población del municipio fue de 1445 habitantes, distribuidos en las siguientes localidades:
- Donja Velika - 73
- Gornja Velika - 63
- Gornjaki - 49
- Kamenica - 65
- Kraljev Vrh - 97
- Krušljevec - 105
- Ledina - 198
- Pogančec - 125
- Preseka - 105
- Slatina - 117
- Srednja Velika - 57
- Strmec - 25
- Šelovec - 152
- Vinkovec - 135
- Žabnjak - 79